# Sólo Mía (canción de Yandel)
"Sólo Mía" es una canción del cantante, escritor y productor Yandel junto al cantante colombiano Maluma de su quinto álbum de estudio #UPDATE. Fue lanzado digitalmente el 18 de agosto de 2017 bajo Sony Music Latin como el quinto sencillo del disco. La canción fue producida por Rude Boyz.

## Vídeo musical
El videoclip fue filmado en la ciudad de México bajo la dirección de Mike Ho (Cinema Giants) y posiciona a ambos artistas como protagonistas. En tan solo una hora el nuevo videoclip ya contaba con más de 50.000 reproducciones en la plataforma de YouTube.

## Antecedentes
Por medio de sus perfiles de Instagram el dúo dio un adelanto a sus followers y mostró un detrás de cámaras desde el set de filmación. En el clip, Maluma  expresó la gran admiración que siente por Yandel, y confesó que desde los 14 años soñó con cantar a su lado. 

## Charts
| Título     | Año  | Peak chart positions | Peak chart positions | Peak chart positions |
| Título     | Año  | USLatin              | SPA                  | VEN                  |
| ---------- | ---- | -------------------- | -------------------- | -------------------- |
| "Solo Mía" | 2017 | 31                   | 50                   | —                    |

## Créditos
Créditos aceptados con Tidal.
- Miguel Correa - Assistant Engineer
- Edwin Díaz - Assistant Engineer
- Andre Mendoza - Assistant Engineer
- Roberto "Tito" Vázquez (Earcandy) - Recording Engineer
- Mike Fuller - Mastering Engineer
- John E. Pérez - Productor
- Rude Boyz - Productor
- Lorenzo Braun - Productor
- Andrés Wolf - Productor
- Juan Luis Londoño (Maluma) - Voz
- Llandel Veguilla Malavé (Yandel) - Productor ejecutivo, voz